# Bitwa nad Alligator Creek
Bitwa nad Alligator Creek (zwana też bitwą nad rzeką Tenaru) – stoczona 21 sierpnia 1942 roku pierwsza bitwa lądowa  na wyspie Guadalcanal, w trakcie walk o lotnisko Henderson Field, w początkowych dniach sześciomiesięcznej kampanii na Wyspach Salomona.
Bitwa została stoczona między dowodzonym przez pułkownika Kiyanao Ichiki 2. batalionem japońskiego 28. pułku piechoty, a żołnierzami amerykańskiej 1 Dywizji Marines. Skutkiem braku uprzedniego rozpoznania i niedoceniania przeciwnika przez płk. Ichiki, dowodzony przez niego oddział poniósł całkowitą klęskę, ze śmiercią niemal wszystkich biorących udział w bitwie żołnierzy japońskiej armii cesarskiej.
Podczas bitwy siły japońskie przeprowadziły trzy krwawo odparte ataki na jedną z rubieży obronnych amerykańskich marines, po czym została zakończona w wyniku amerykańskiego kontrataku i okrążenia wojsk japońskich. Podczas tej bitwy wojska amerykańskie po raz pierwszy doświadczyły fanatycznego, nieuznającego kapitulacji sposobu walki żołnierzy japońskich, z którym siły amerykańskie miały się borykać do końca wojny na Pacyfiku. Ze strategicznego punktu widzenia natomiast, uświadomiła japońskiemu dowództwu, że amerykańskie lądowanie na Guadalcanalu nie jest tylko krótkotrwałym rajdem, lecz operacją ofensywną na dużą skalę.

## Geneza
Po amerykańskim lądowaniu na Guadalcanalu 7 sierpnia 1942 roku, japońskie dowództwo nie doceniało skali amerykańskiej operacji, sądząc że ma do czynienia jedynie z krótkotrwałym wypadem. Nie zmieniło tego nawet wykrycie przez japoński samolot 30 statków transportowych u brzegu wyspy, co musiało oznaczać zaangażowanie znaczących sił. Jednakże już 10 sierpnia dowództwo zaczęło podejrzewać, że na wyspie wylądowała cała amerykańska dywizja, w związku z czym, do jej odbicia z rąk amerykańskich, wyznaczona została japońska 17. Armia, a zwłaszcza 35 brygada piechoty oraz 4. i 28. pułk piechoty, zwane odpowiednio oddziałami Aoba oraz Ichiki. Pierwszą jednostką japońską, która w nocy z 18 na 19 sierpnia wylądowała na Guadalcanalu, około 24 km na wschód od Henderson Field, był 2. batalion 28. pułku piechoty, dowodzony przez pułkownika Kiyanao Ichiki. Batalion dotarł do Guadalcanalu na pokładach dowodzonych przez kadm. Raizō Tanakę niszczycieli „Arashi”, „Hagikaze”, „Hamakaze”, „Tamikaze”, „Urakaze” i „Kagerō”.
| Jednostka                              | Liczba ludzi |
| Dowództwo oddziału                     | 164          |
| Dowództwo batalionu                    | 23           |
| 1., 2., 3. i 4. kompanie               | 420          |
| Kompania karabinów maszynowych (8 ckm) | 110          |
| Pluton artylerii (2 działa 70 mm)      | 50           |
| Kompania inżynieryjna                  | 150          |
| Razem                                  | 917          |

W związku z amerykańską klęską w morskiej bitwie pod Savo w nocy z 8 na 9 sierpnia, japońskie dowództwo doszło do wniosku, że oddziały amerykańskie na Guadalcanalu są zdemoralizowane, zaś ich większość wycofano z wyspy. W rezultacie dowodzący 17. Armią generał Harukichi Hyakutake podjął decyzję o wysłaniu oddziału płk. Ichiki do przeprowadzenia szybkiego ataku na amerykańskich marines celem odbicia lotniska, a w razie niepowodzenia – zajęcia pozycji obronnych w pobliżu, do czasu przybycia 35. Brygady, która miała zostać dostarczona na wyspę w ciągu następnych 10 dni. Podobnie jak większość oficerów armii japońskiej, Ichiki wierzył że nocnym atakiem swojego oddziału jest w stanie rozbić marines i odzyskać teren lotniska.
Do obrony świeżo ukończonego pasa startowego lądowiska, które marines nazwali Henderson Field, dowodzący 1 Dywizją Marines na Guadalcanalu gen. Alexander Vandegrift, dysponował pięcioma batalionami piechoty morskiej. Te pięć batalionów, żeby móc stawić czoła wszelkim siłom, które Japończycy mogli rzucić do walki, musiało rozszerzyć swoje linie obronne znacznie poza samo lotnisko. Liczące w sumie nie więcej niż 10 000 żołnierzy siły amerykańskie, nie były jednak w stanie bronić dużego obszaru, toteż Vandegrift utworzył owalną linię obronną wokół lotniska.

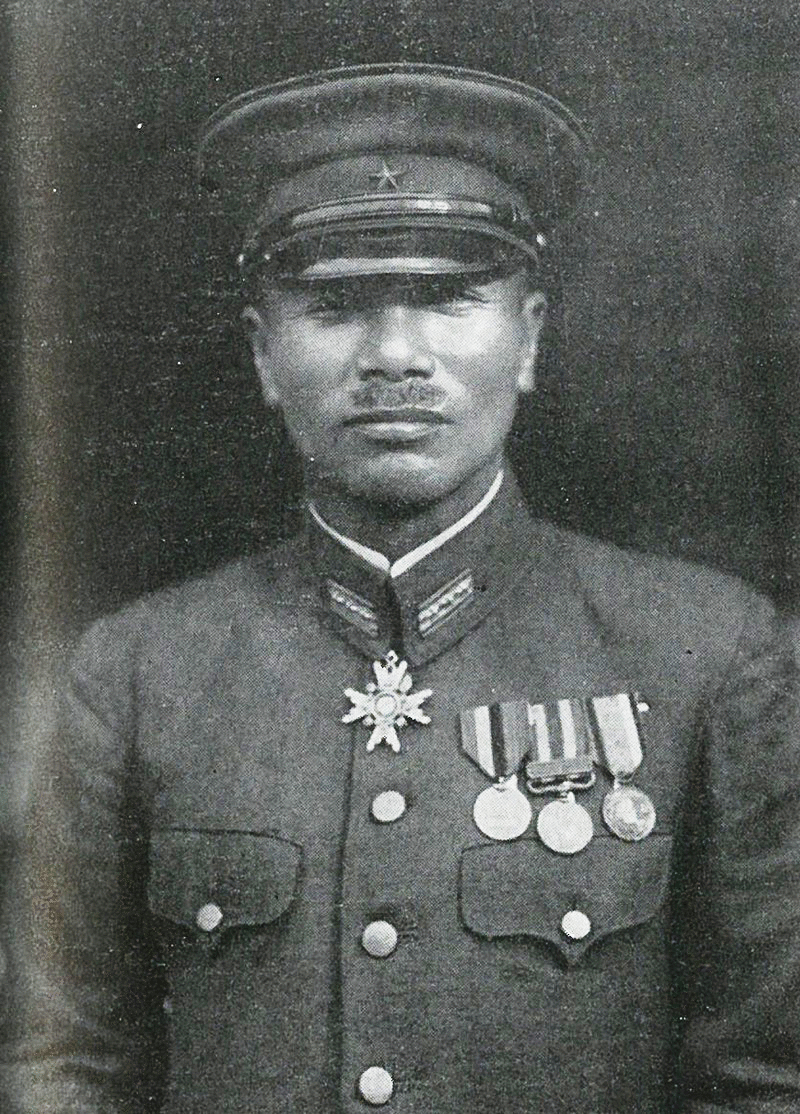
Płk Kiyanao Ichiki

Największego zagrożenia Vandegrift spodziewał się od południa, toteż rozmieścił tam cztery bataliony, z 5. pułkiem (5th Marines) broniącym zachodniej części oraz dwoma batalionami 1. pułku (1st Marines) broniącymi wschodniej flanki. Trzeci batalion 1st Marines wraz z kompanią czołgów były zaś utrzymywane w odwodzie. Na całej południowej stronie linii obronnej były rozstawione posterunki, ze stanowiskami artylerii i jednostkami wsparcia. Dwa bataliony haubic 75 mm oraz batalion haubic 105 mm rozmieszczone były na południe od lotniska. Od strony wschodniej, oddalona o około 2,5 kilometra od Henderson Field amerykańska linia obronna, oparta była na lagunie pływowej nazywanej przez miejscowych Alligator Creek. Linia ta obsadzona była na swoim lewym brzegu przez żołnierzy 2. batalionu 1 Dywizji Marines, którzy dodatkowo okopani byli za zasiekami z drutu kolczastego, dysponowali też wsparciem umieszczonego na ławicy działa przeciwpancernego kalibru 37 mm. W tym czasie zgromadzeni na Guadalcanalu marines dysponowali zapasami żywności na około 17 dni oraz czterema jednostkami ognia.

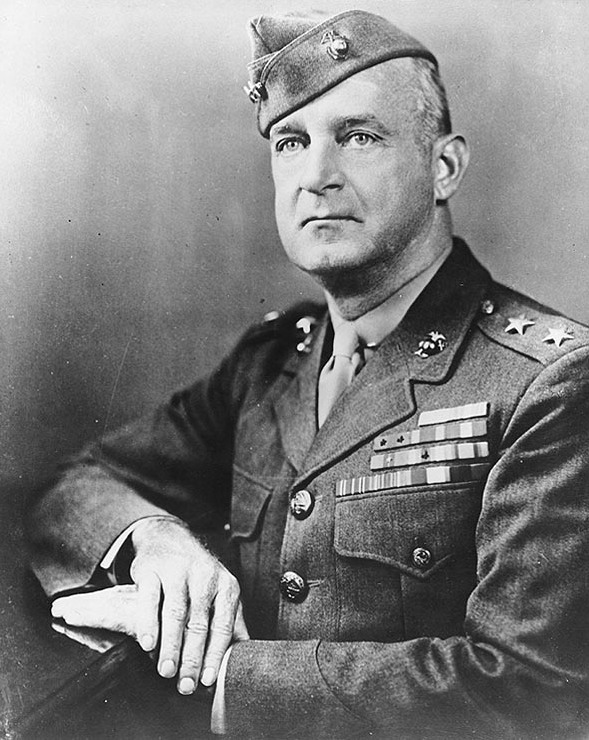
Gen. Alexander Vandegrift

Generał Vandegrift otrzymał szereg ostrzeżeń o nadchodzącym japońskim ataku, w tym informację bezpośrednio od admirała Chestera Nimtza, którego komórka wywiadu radiowego HYPO w Pearl Harbor zdolna była śledzić ruch japońskich jednostek morskich. HYPO ustaliła nawet, że jedną z jednostek wyznaczonych do ataku na 1 Dywizję Marines jest „specjalna jednostka szturmowa” pułkownika Ichikiego, która dwa miesiące wcześniej planem MI wyznaczona była do ataku na wyspę Midway. Informacje od dowódcy Floty Pacyfiku nie wskazywały dokładnej daty ani miejsca ataku, szacowano jednak że atak będzie możliwy już 20 sierpnia. Dodatkowe informacje pochodziły od katolickiego księdza z Tetere na Guadalcanalu, który informował o ruchu japońskich okrętów wzdłuż wybrzeża w kierunku wschodnim.

## Pierwsze starcie
19 sierpnia Vandegrift był świadomy faktu, że na wyspie wylądowały oddziały japońskie, nie znał jednak ich siły oraz lokalizacji. Wkrótce dotarł jednak do niego meldunek od Jacoba Vouzy, lokalnego policjanta, członka Coastwatchers, który został pojmany przez żołnierzy japońskich i był przez nich torturowany. Poważnie ranny po ciosach bagnetem i pozostawiony na śmierć, zdołał dotrzeć do pozycji marines i dostarczyć pierwszy meldunek o oddziale Ichikiego. Dostarczone przez Vouzę informacje utwierdziły Vandegrifta o japońskim lądowaniu, toteż wcześnie rano wysłał na wschód 60 żołnierzy kompanii A 1. batalionu marines pod dowództwem kpt. Charlesa Brusha, celem przeprowadzenia rozpoznania. W tym samym czasie pułkownik Ichiki wysłał na zachód swój złożony z 38 żołnierzy patrol pod dowództwem kapitana Shibuyi, którego zadaniem było założyć punkt komunikacyjny w pobliżu Alligator Creek. Brush, ostrzeżony przez przewodników o japońskim patrolu, przeprowadził atak na japońskich żołnierzy, w wyniku którego śmierć poniosło 33 żołnierzy Ichikiego, pięciu zaś zdołało zbiec w kierunku pozycji swojego batalionu. Z dokumentów znalezionych przy zabitych wynikało, że Japończycy znali pozycję amerykańskiej linii obronnej wzdłuż lewego brzegu Alligator Creek u ujścia rzeki Ilu oraz pozycje amerykańskiej artylerii w pobliżu lotniska. Japońskie mapy błędnie wskazywały jednak zbyt krótką linię obronną w głąb lądu. Po zabraniu znalezionych dokumentów, kompania A wycofała się na rubież obronną.
Około godziny 17 do pułkownika Ichiki dotarła informacja o całkowitej likwidacji patrolu kapitana Shibuyi, toteż bezzwłocznie przyśpieszył marsz swojej jednostki i do godziny 4:30 rano 20 sierpnia Japończycy przekroczyli rzekę Nalimbu. Tymczasem z przechwyconych japońskich dokumentów nie wynikało jaka jest siła ich oddziałów, ani też jakie są ich plany. Toteż gen. Vandegrift podjął decyzję o pozostawieniu swoich oddziałów na wcześniej wytyczonych liniach obronnych wokół lotniska.

## Główna bitwa

### Japońskie natarcia
Jeszcze tego samego dnia o godzinie 20, cztery kompanie japońskiej piechoty wsparte przez 8 ciężkich karabinów maszynowych oraz dwa działa 70 mm znalazły się w pobliżu Alligator Creek naprzeciw 2. batalionu marines, z zamiarem posuwania się wzdłuż brzegu i przekroczenia Alligator Creek w kierunku Lunga Point. O 0:30 Japończycy dotarli do prawego brzegu Alligator Creek, zaś pułkownik Ichiki wydał rozkaz ataku. Japoński dowódca nie zadbał o wcześniejsze rozpoznanie sił przeciwnika. Swój plan ataku oparł na zamiarze szybkiego uderzenia w poprzek ławicy piasku zamykającej lagunę, by następnie posuwając się wzdłuż brzegu w kierunku Lunga Point, opanować dawny japoński obóz inżynieryjny. W drugiej fazie ataku przez powstały wyłom w amerykańskiej linii obronnej przejść miały kolejne oddziały, które skręcić miały na południe w kierunku pasa startowego i opanować go.

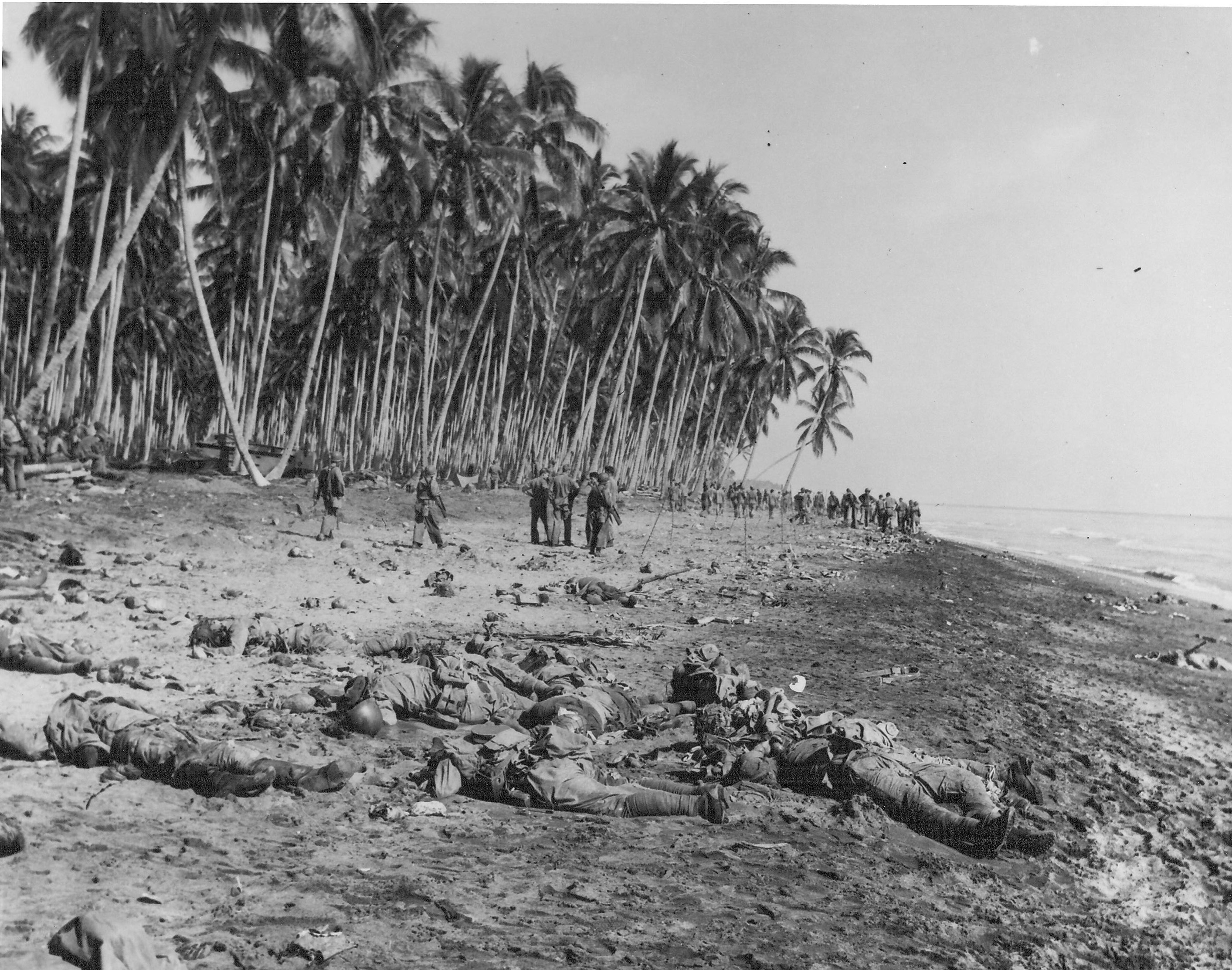
Japońscy żołnierze polegli na plaży, podczas próby obejścia pozycji marines od północy

Pierwszy japoński oddział 100 żołnierzy 2. kompanii osiągnął ławicę o godzinie 2 rano, gdzie wpadł w skoncentrowany ogień z indywidualnych karabinów marines, karabinów maszynowych oraz wystrzeliwanych z działa 37 mm kartaczy. Ławica miała szerokość od 8 do 16 metrów, a na dodatek mogła być też ostrzeliwana ogniem bocznym z amerykańskich stanowisk rozmieszczonych wzdłuż brzegu laguny w głąb lądu. Nielicznym japońskim żołnierzom udało się dostać aż do zasieków leżących 30 metrów przed pozycjami marines, ostatnich kilku dotarło nawet do amerykańskich okopów, gdzie próbowali ataku bagnetami. Mimo niepowodzenia pierwszego ataku, płk Ichiki wprowadził do walki kompanie 1. i 3., które także nie poczyniły postępów. Niemniej grupa japońskich żołnierzy w śmiałym ataku przepłynęła Alligator Creek wpław i – prawdopodobnie – za pomocą granatów wyłączyła z walki działo 37 mm. Obserwujący starcie z pozycji kilku metrów za swoją linią obrony dowódca 2. batalionu marines podpułkownik Edwin Pollock, dostrzegł penetrację ławicy przez żołnierzy japońskich i rozkazał kolejnemu plutonowi kompanii G kontratak. W ciągu następnej godziny wszyscy atakujący żołnierze japońscy zostali zabici.
Wobec całkowitej porażki dwóch poprzednich ataków pułkownik Ichiki rozkazał przeprowadzenie kolejnego ataku, tym razem w wykonaniu podlegającej mu kompanii karabinów maszynowych oraz artylerii. Dowodzący 1. pułkiem marines pułkownik Clifton Cates zażądał jednak od gen. Vandegrifta wsparcia artyleryjskiego przez ostrzał wschodniego brzegu Alligator Creek, dzięki któremu udało się zakłócić przygotowania do trzeciego japońskiego ataku. Ten jednak nie był powtórką poprzednich, bowiem płk Ichiki postanowił obejść amerykańską linię obrony od strony oceanu, nakazując swoim żołnierzom brodzić morzem wzdłuż brzegu. Japoński oddział został jednak dostrzeżony i gdy zwrócił się ku brzegowi, by rozpocząć atak, został rozbity na plaży za pomocą ognia karabinów maszynowych i artylerii. Pozostali żołnierze Ichikiego schronili się w gaju kokosowym około 200 metrów od ławicy, co zakończyło walkę tej nocy.

### Amerykański kontratak
Z nadejściem dnia Japończycy nie podejmowali nowych ataków, brak było jednak oznak wycofywania się resztek żołnierzy Ichikiego. Ten bowiem miał rozkaz utrzymywania pozycji w pobliżu lotniska w razie niepowodzenia ataku. Z drugiej strony, dowódcy marines nie znając planów japońskich, obawiali się że atak Ichikiego od wschodu był tylko wstępem do ataku japońskich jednostek z innych kierunków, zwłaszcza od zachodu.

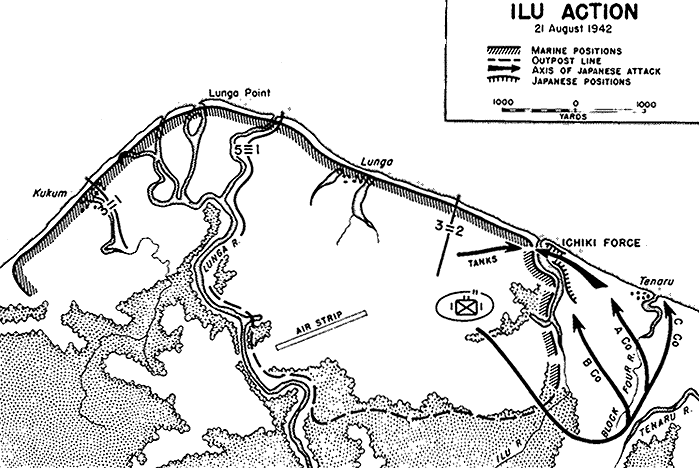
Oddziały płk. Ichiki atakowały wschodnią flankę amerykańskiej linii obrony przez Alligator Creek, w miejscu bronionym przez 2. batalion 1st Marine. W centrum pas startowy Henderson Field. Trzema strzałkami oznaczono linie kontrataku kompanii A, B i C marines na tyły sił japońskich

Szef sztabu generała Vandegrifta podpułkownik Gerald Thomas płk Clifton Cates oraz dowódca 1. batalionu 1st Marines pułkownik Leonard Cresswell opracowali plan okrążenia pozostałych przy życiu około 500 żołnierzy Ichikiego. W myśl jego założeń batalion rezerwowy Cresswella wraz z plutonem lekkich czołgów M3 Stuart miały przekroczyć Alligator Creek w głębi wyspy, po czym przeprowadzić atak z południa i południowego wschodu.
O godzinie 7 rano (o 9:50 według innych źródeł) batalion Cresswella przekroczył Alligator Creek, jednakże z powodu trudnego terenu czołgi nie zdołały przejść na wschodni brzeg. Kompania C została następnie skierowana bardziej na wschód, aby po skręceniu na północ dotrzeć do morza w okolicach ujścia rzeki Tenaru, gdzie natknęła się na japoński pluton. Japończycy ruszyli do ataku na bagnety, zostali jednak rozbici. Kompania C zgodnie z rozkazami zajęła następnie pozycje wyczekujące, blokując drogę odwrotu siłom japońskim. Tymczasem kompania B, wraz z poruszającą się po jej prawej stronie kompanią A, po przejściu Alligator Creek skierowały się na północny zachód, celem bezpośredniego uderzenia na tyły wojsk Ichikiego.

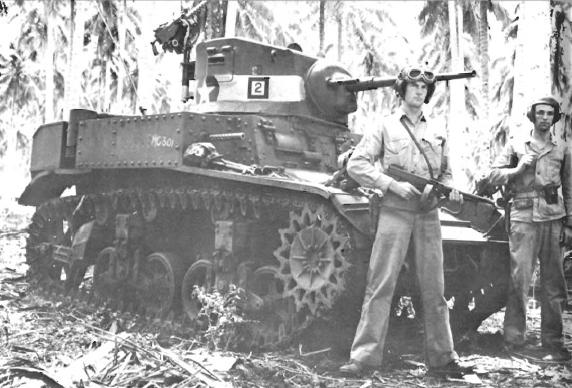
M3 Stuart korpusu piechoty morskiej na Guadalcanalu

Tymczasem pozostający na zachodnim brzegu 2. batalion płk Edwina Pollocka rozpoczął ostrzał sił japońskich ogniem moździerzy oraz snajperów. Po rozpoczęciu ataku dwóch kompanii Cresswella od południowego wschodu część żołnierzy japońskich zaczęła uciekać pod ogniem krzyżowym na północ w kierunku plaży, część zaś wprost na wschód, gdzie wpadli na oczekującą kompanię C. Do działań włączyły się też myśliwce Grumman F4F Wildcat z Henderson Field, które zaledwie poprzedniego dnia po raz pierwszy wylądowały na Guadalcanalu po starcie z lotniskowca eskortowego USS „Long Island” (CVE-1). Ostrzeliwały one próbujących uciekać na łodziach żołnierzy Ichikiego.
Pułkownik Cates wydał też rozkaz plutonowi czołgów, aby ten rozpoczął rekonesans na plaży, po wschodniej stronie Alligator Creek. Nie posiadając innej broni przeciwpancernej, żołnierze japońscy próbowali zatrzymać Stuarty przy pomocy granatów ręcznych oraz min magnetycznych. Jeden z czołgów został zniszczony, jednakże kilka innych wkrótce go otoczyło. Udzieliwszy pomocy załodze, powróciły do walki, atakując japońskich żołnierzy ukrywających się w gaju palmowym. Bitwa na tym etapie przerodziła się w masakrę japońskich żołnierzy, którzy byli metodycznie wystrzeliwani z trzech stron; od wschodu, z zachodu i od północy.
Wkrótce też żołnierze 2. batalionu utrzymujący linię obronną wzdłuż Alligator Creek zaczęli dostrzegać sylwetki żołnierzy batalionu rezerwowego Cresswella między drzewami na drugim brzegu. O godzinie 16:30 dostrzegając beznadziejność swojego położenia, pułkownik Kiyanao Ichiki spalił sztandar swojego pułku i popełnił samobójstwo.

## Podsumowanie

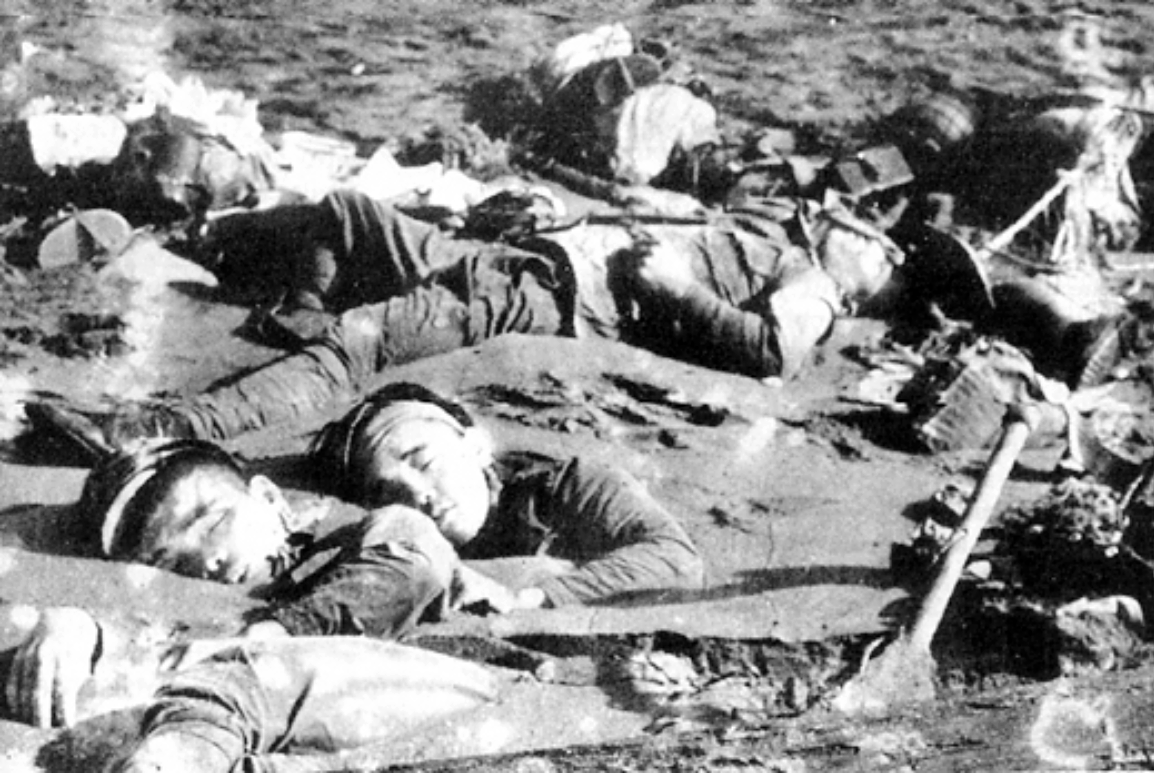
Uznawane za jedno z najbardziej znanych zdjęć wojny na Pacyfiku. Ciała poległych japońskich żołnierzy z batalionu Ichikiego, częściowo zakopane w piasku przez przypływ.

Bitwa nad Alligator Creek była pierwszym amerykańskim zwycięstwem nad niezwyciężoną dotąd w wojnie armią japońską. Dla japońskiego dowództwa bitwa była dowodem na to, że duch bojowy nie jest wystarczającym środkiem przeciw nowoczesnemu przeciwnikowi. Brak rozpoznania sił przeciwnika i jego lekceważenie, w połączeniu ze zbytnią pewnością siebie u pułkownika Ichikiego, skutkowało całkowitym zniszczeniem jego oddziału i śmiercią 777 z 917 żołnierzy. Bitwę przeżyło jedynie około 120 japońskich żołnierzy pozostawionej na wschodzie tylnej straży pułku. Po stronie amerykańskiej śmierć poniosło 44 żołnierzy, 71 zaś zostało rannych.

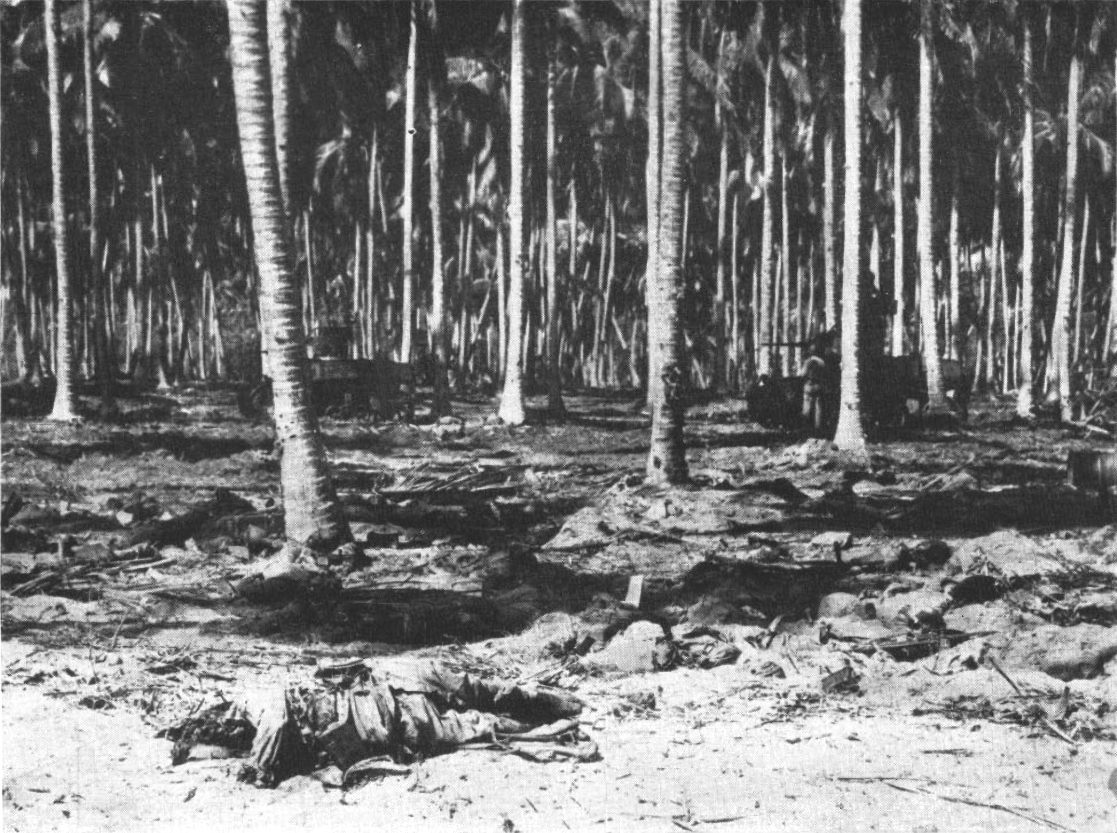
Stuarty marines tuż po zakończeniu walki w gaju kokosowym. Na pierwszym planie zwłoki zabitych żołnierzy japońskich.

Japońscy żołnierze walczyli do samej śmierci. Jedynie trzech Japończyków, którzy nie odnieśli żadnych ran zostało wziętych do niewoli, do tego w amerykańskie ręce wpadło 12 rannych. Dla żołnierzy amerykańskich postawa Japończyków nad Alligator Creek była zapowiedzią przyszłości. Japońscy żołnierze nawet po odniesieniu ciężkich ran strzelali bowiem do marines usiłujących po bitwie nieść im pomoc medyczną. W tym sensie, pierwsza bitwa lądowa na Guadalcanalu była zapowiedzią rozpoczynającej się bardzo krwawej półrocznej kampanii na Salomonach, kampanii na wyczerpanie która stała się punktem zwrotnym wojny na Pacyfiku.
Daleko sięgające były psychologiczne reperkusje bitwy pod Alligator Creek; bitwa ta (razem z walkami o Tulagi i Gavutu dwa tygodnie wcześniej) położyła bowiem kres mitowi niezwyciężonych w dżungli japońskich wojowników. Jak napisał amerykański historyk Ian Toll w swoim trzytomowym dziele opisującym wojnę na Pacyfiku: „fanatyzm Japończyków był wytrącający z równowagi, z drugiej jednak strony, raz za razem popychał ich do walki w taktycznie idiotyczny sposób”. Pułkownik Kiyanao Ichiki, weteran wojny japońsko-chińskiej, który odegrał znaczącą rolę w incydencie na moście Marco Polo w 1937 roku, dufny w jakość swojego doborowego batalionu szturmowego, usiłował zaatakować kilkakrotnie większe i umocnione siły amerykańskie w taki sam sposób, w jaki atakował Chińczyków. Impulsywny i gardzący przeciwnikami, nie przeprowadzając jakiegokolwiek rozpoznania, mimo ostrzeżeń ze strony swojego oficera wywiadu, wysłał podległych sobie żołnierzy wprost w ogień karabinów maszynowych, gdzie zostali zmasakrowani.
Ze strategicznego punktu widzenia, klęska oddziału Ichikiego wstrząsnęła admirałem Isoroku Yamamoto, który uświadomiwszy sobie że amerykańskie siły na Guadalcanalu są znacznie większe niż pierwotnie sądził, zgromadził znaczące siły morskie – niemal dorównujące wysłanym 2,5 miesiąca wcześniej na Midway – i wysłał je z Truk na południe. Dowództwo zaś 17 Armii postanowiło wysłać na Guadalcanal pozostałe 1500 żołnierzy pułku Ichikiego, wzmocnionych 1000 japońskich odpowiedników amerykańskich marines, na pokładach trzech statków transportowych eskortowanych przez niszczyciele admirała Tanaki. Kilka dni później doprowadziło to do – trzeciej już w tym roku – bitwy lotniskowców, koło wschodnich Wysp Salomona.
W historiografii bitwa pod Alligator Creek często nazywana jest bitwą nad Tenaru, wynika to jednak z błędu w ówczesnych niedokładnych amerykańskich i japońskich mapach, pochodzących z 1910 roku. Rzeka Tenaru znajduje się bowiem na wschód od faktycznego miejsca bitwy, stoczonej w rzeczywistości nad laguną u ujścia rzeki Ilu, którą miejscowa ludność oraz brytyjski administrator wyspy Martin Clemens nazywali Alligator Creek. Nad Tenaru miała jedynie miejsce potyczka japońskiego plutonu z kompanią C – jedną z trzech prowadzących kontratak kompanii płk. Cresswella.

## Odniesienia w kulturze
Bitwę nad Alligator Creek ukazano w pierwszym odcinku amerykańskiego miniserialu Pacyfik.